# Edward Murphy junior

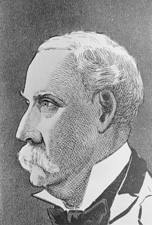
Edward Murphy

Edward Murphy junior (* 15. Dezember 1836 in Troy, New York; † 3. August 1911 in Elberon, New Jersey) war ein US-amerikanischer Politiker der Demokratischen Partei, der den Bundesstaat New York im US-Senat vertrat.
Nach dem Schulbesuch in seiner Heimat setzte Edward Murphy seine Ausbildung auf dem St. John’s College in der Bronx fort und machte dort 1857 seinen Abschluss. Danach schlug er eine Laufbahn als Geschäftsmann im Brauereigewerbe ein.
Von 1864 bis 1866 gehörte Murphy dem Stadtrat von Troy an; zwischen 1875 und 1883 übte er das Amt des Bürgermeisters dieser Stadt aus. 1892 wurde er schließlich für die Demokraten in den US-Senat in Washington gewählt, wobei er sich gegen den republikanischen Amtsinhaber Frank Hiscock durchsetzte. Sechs Jahre später unterlag er seinerseits beim Wiederwahlversuch dem Republikaner Chauncey Depew und musste am 3. März 1899 aus dem Senat ausscheiden. Während seiner Zeit als Senator stand er unter anderem dem Ausschuss für die Beziehungen zu Kanada vor.
In der Folge ging Murphy wieder seinen geschäftlichen Aktivitäten nach. Er wurde Präsident der Troy Gas Co. sowie Vizepräsident der Manufacturers' National Bank in Troy.